# Bradley McGee
Bradley John McGee (Sídney, 24 de febrero de 1976) es un deportista australiano que compitió en ciclismo en las modalidades de pista y ruta, perteneciendo al equipo francés FDJ entre 1999 y 2007. Fue campeón olímpico en Atenas 2004 y bicampeón mundial en pista.

## Trayectoria
Participó en cuatro Juegos Olímpicos de Verano, entre los años 1996 y 2008, obteniendo en total cinco medallas: dos de bronce en Atlanta 1996, en las pruebas de persecución individual y por equipos (junto con Stuart O'Grady, Timothy O'Shannessey y Dean Woods), bronce en Sídney 2000 (persecución individual) y en Atenas 2004, oro en persecución por equipos (con Graeme Brown, Brett Lancaster y Luke Roberts) y plata en persecución individual.
Ganó tres medallas en el Campeonato Mundial de Ciclismo en Pista entre los años 1995 y 2008.
En carretera obtuvo dos victorias de etapa en el Tour de Francia (en las ediciones de 2002 y 2003) y una en el Giro de Italia de 2004.
En 2005 fue condecorado con la Medalla de la Orden de Australia (OAM).

## Medallero internacional
| Juegos Olímpicos   | Juegos Olímpicos         | Juegos Olímpicos  | Juegos Olímpicos        |
| Año                | Lugar                    | Medalla           | Competición             |
| ------------------ | ------------------------ | ----------------- | ----------------------- |
| 1996               | Atlanta (Estados Unidos) | Medalla de bronce | Persecución individual  |
| 1996               | Atlanta (Estados Unidos) | Medalla de bronce | Persecución por equipos |
| 2000               | Sídney (Australia)       | Medalla de bronce | Persecución individual  |
| 2004               | Atenas (Grecia)          | Medalla de oro    | Persecución por equipos |
| 2004               | Atenas (Grecia)          | Medalla de plata  | Persecución individual  |
| Campeonato Mundial |                          |                   |                         |
| Año                | Lugar                    | Medalla           | Competición             |
| 1995               | Bogotá (Colombia)        | Medalla de oro    | Persecución por equipos |
| 2002               | Ballerup (Dinamarca)     | Medalla de oro    | Persecución individual  |
| 2008               | Mánchester (Reino Unido) | Medalla de bronce | Persecución por equipos |

## Palmarés

### Pista
1993
- Mundial Junior en persecución individual
- Campeonato australiano de ciclismo en pista, persecución individual U19
- Campeonato australiano de ciclismo en pista, equipos U19
- Campeonato australiano U19

1994
- Juegos de la Mancomunidad de 1994 en persecución individual
- Juegos de la Mancomunidad de 1994 en persecución por equipos
- Campeonato del mundo Junior en persecución individual
- Campeonato del mundo Junior por equipos
- Campeonato australiano de ciclismo en pista, persecución individual U19
- Campeonato australiano de ciclismo en pista, equipos U19
- Título australiano Scratch Race U19
- Récord del mundo U19 3000m (C – 3min19.878s).

1995
- Campeonato del mundo por equipos
- Campeonato australiano de ciclismo en pista, persecución individual
- Campeonato australiano de ciclismo en pista, equipos

1996
- 3.º en Atlanta 1996 en persecución individual
- 3.º en Atlanta 1996 en persecución por equipos

1997
- Campeonato australiano de ciclismo en pista, persecución individual
- Campeonato australiano de ciclismo en pista, equipos
- Copa del Mundo UCI de persecución individual
- Récord de la hora de Australia (C - 50km52m)
- Récord de 4000 m de Australia (C - 4m22.34s) Tas 17.3.97

1998
- Juegos de la Mancomunidad de 1998 en persecución individual
- Juegos de la Mancomunidad de 1998 en persecución por equipos

1999
- Oceania Intl Grand Prix en persecución individual
- Oceania Intl Grand Prix por equipos

2000
- 3.º en Sídney 2000 en persecución individual

2002
- Campeonato del mundo de persecución individual
- Juegos de la Mancomunidad de 2002 en persecución individual

2004
- Atenas 2004 en persecución por equipos
- 2.º en Atenas 2004 en persecución individual 4000 m
- Copa del Mundo UCI en persecución individual

2007
- 3.º en la Copa del Mundo UCI en persecución

2008
- Copa del Mundo UCI en equipos
- 3.º en el Campeonato Mundial de Ciclismo en Pista 2008

### Ruta
1996
- 1 etapa de la Vuelta a Colonia

1999
- 1 etapa del Tour de Normandía
- 2 etapas del Tour del Porvenir

2000
- 1 etapa del Herald Sun Tour

2001
- 1 etapa de la Midi Libre
- 1 etapa de la Ruta del Sur

2002
- 1 etapa de la Dauphiné Libéré
- 1 etapa del Tour de Francia

2003
- 1 etapa de la Vuelta a Suiza
- 1 etapa del Tour de Francia
- 1 etapa de la Vuelta a los Países Bajos

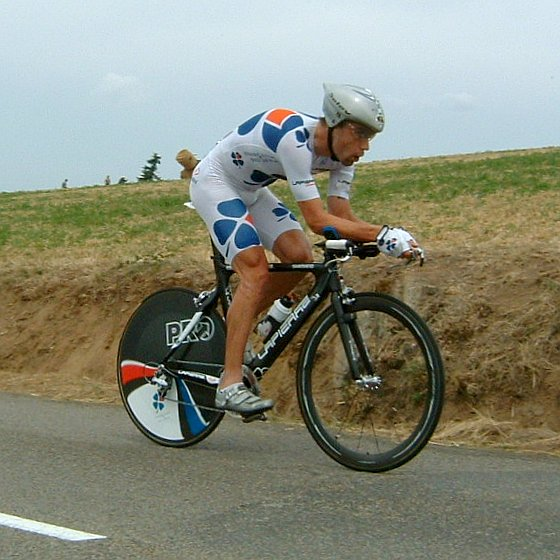
Bradley McGee en el Tour de Francia 2005

2004
- 1 etapa del Tour de Romandía
- 1 etapa del Giro de Italia
- Ruta del Sur, más 1 etapa

2005
- 1 etapa de la Vuelta a Suiza
- Grand Prix de Villers-Cotterêts

## Resultados en Grandes Vueltas y Campeonatos del Mundo
Durante su carrera deportiva consiguió los siguientes puestos en las Grandes Vueltas y en los Campeonatos del Mundo en carretera:
| Carrera              | Carrera              | 1998 | 1999 | 2000  | 2001 | 2002  | 2003  | 2004 | 2005  | 2006 | 2007 | 2008 |
| -------------------- | -------------------- | ---- | ---- | ----- | ---- | ----- | ----- | ---- | ----- | ---- | ---- | ---- |
|                      | Giro de Italia       | —    | —    | 127.º | —    | —     | —     | 8.º  | —     | Ab.  | —    | Ab.  |
|                      | Tour de Francia      | —    | —    | —     | 83.º | 109.º | 133.º | Ab.  | 105.º | —    | —    | —    |
|                      | Vuelta a España      | —    | —    | —     | —    | —     | —     | —    | Ab.   | —    | Ab.  | —    |
| Mundial en Ruta      | Mundial en Ruta      | Ab.  | Ab.  | —     | —    | Ab.   | —     | —    | —     | Ab.  | —    | —    |
| Mundial Contrarreloj | Mundial Contrarreloj | 20.º | 31.º | —     | —    | —     | —     | 25.º | —     | —    | —    | —    |

| —: No participó | Ab: Abandono |